# Spogostylum leucopogon
Spogostylum leucopogon är en tvåvingeart som först beskrevs av Mario Bezzi 1912.  Spogostylum leucopogon ingår i släktet Spogostylum och familjen svävflugor.
Artens utbredningsområde är Malawi. Inga underarter finns listade i Catalogue of Life.